# Lengyel Árpád (orvos)
Lengyel Árpád, született Weisz Árpád (Pilismarót, 1886. március 19. – Budapest, 1940. szeptember 8.) orvos, az RMS Carpathia hajóorvosa a Titanic tragédiájának idején. A mentésben kulcsszerepe volt, a Carpathiára érkező túlélőket ő fogadta.

## Élete

### Tanulmányai

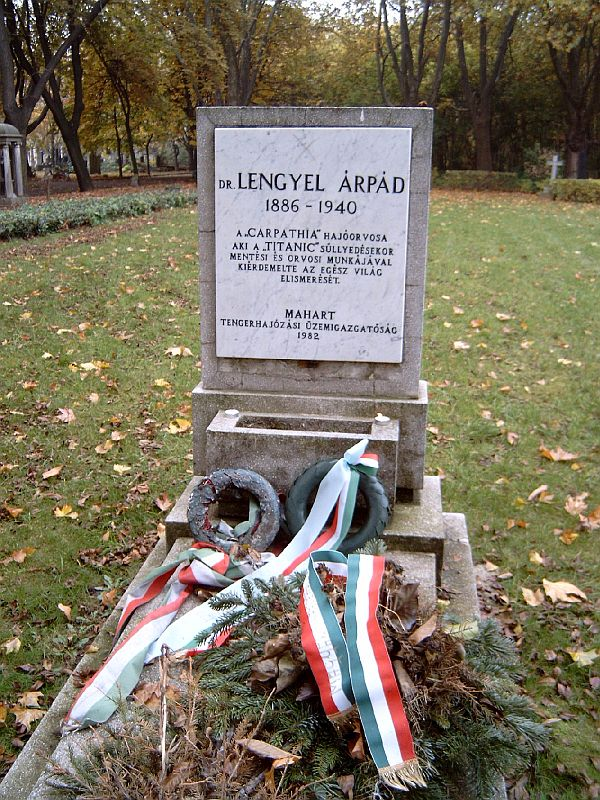
Sírja a Fiumei úti sírkertben

Lengyel Árpád 1886-ban született Pilismaróton Lengyel (Weisz) Ede kisvárdai zsidó származású kereskedő és Gutfreund Matild gyermekeként. Általános- és középiskolai tanulmányait Esztergomban és Budapesten végezte, majd 1904-ben belépett a Budapesti Önkéntes Mentőegyesület (BÖME) kötelékébe. 1909-ben diplomázott a Budapesti Magyar Királyi Tudományegyetem orvosi karán, gégészeti szakirányon. A fiatal orvos a Szent Rókus Kórházban kezdett dolgozni, emellett tovább folytatta a BÖME-keretében a munkát, immár mentőorvosként. 1912-ben jelentkezett a Cunard Line társasághoz, ahol angolul jól beszélő magyar származású orvost kerestek. Magyarországon ekkoriban igen nagy méreteket öltött az Amerikai Egyesült Államokba tartó kivándorlás és a hajókon jelentkező egészségügyi problémák miatt orvosra volt szükség.

### A mentésben
Lengyel doktort a Cunard Line a Carpathia nevű hajóra osztotta be, az első útjuk Fiume–New York–Fiume volt. Az odautat sikeresen megtették, már visszafelé jártak, amikor befutott a Carpathiára a Titanic vészjelzése. A túlélők mentésében kulcsszerep várt Lengyelre, mivel a hajón lévő három orvos közül egyedül neki volt mentőorvosi gyakorlata, ezért őt állították oda ahhoz az ajtóhoz, ahol beemelték a hajótörötteket, és ő szelektálta a 705 túlélőt sérüléseik szerint. Lengyel Árpád visszaemlékezésében ez áll: „Alig győztük a sok munkát és a vigasztalást.”
Lengyel Árpád unokájának elmondása alapján a Titanic hajótöröttjeinek a kimentése hatalmas lelki megrázkódtatást jelentett neki, később sem szívesen beszélt róla egy-két szakmai felkérést kivéve.

### A katasztrófa után
Dr. Lengyel Árpád többet nem szállt tengerre. Katonaorvosként részt vett az első világháborúban, zászlósként vonult be. A háborút követően gégészként és mentőorvosként, majd tanárként folytatta munkáját. 1919-ben Budapesten polgári házasságot kötött az izraelita vallású  házaspár Berger Arnold és Greiner Gizella lányával, Margittal. A Titanickal kapcsolatos emlékeiről – egy-két szakmai felkérést kivéve – egyáltalán nem beszélt. Az 1920-as évektől a Beszkárt üzemorvosa volt. Ezután még egy személyes tragédia érte: 1927 februárjában meghalt a hatéves kisfia torokgyíkban. 1934-től családjával Budapest VIII. kerületében a Rákóczi út 11. sz. alatt lakást bérelt az első emeleten, ahol egy jól felszerelt magánrendelőt nyitott. Itt „mindig sokan várakoztak, Lengyel doktor nagyon népszerű volt” – emlékezett vissza rá egy interjúban unokája, Völgyi Péterné dr. Reich Márta. Lengyel Árpád 1940-ben, 54 éves korában hunyt el szívrohamban. A nyilas párt hatalomátvételét követően családját előbb a lakásból telepítették ki, majd 1944. novemberében özvegyét, aki épp kenyérért merészkedett le az utcára, egy razzia során elhurcolták, ezt követően nyoma veszett.

## Emléke

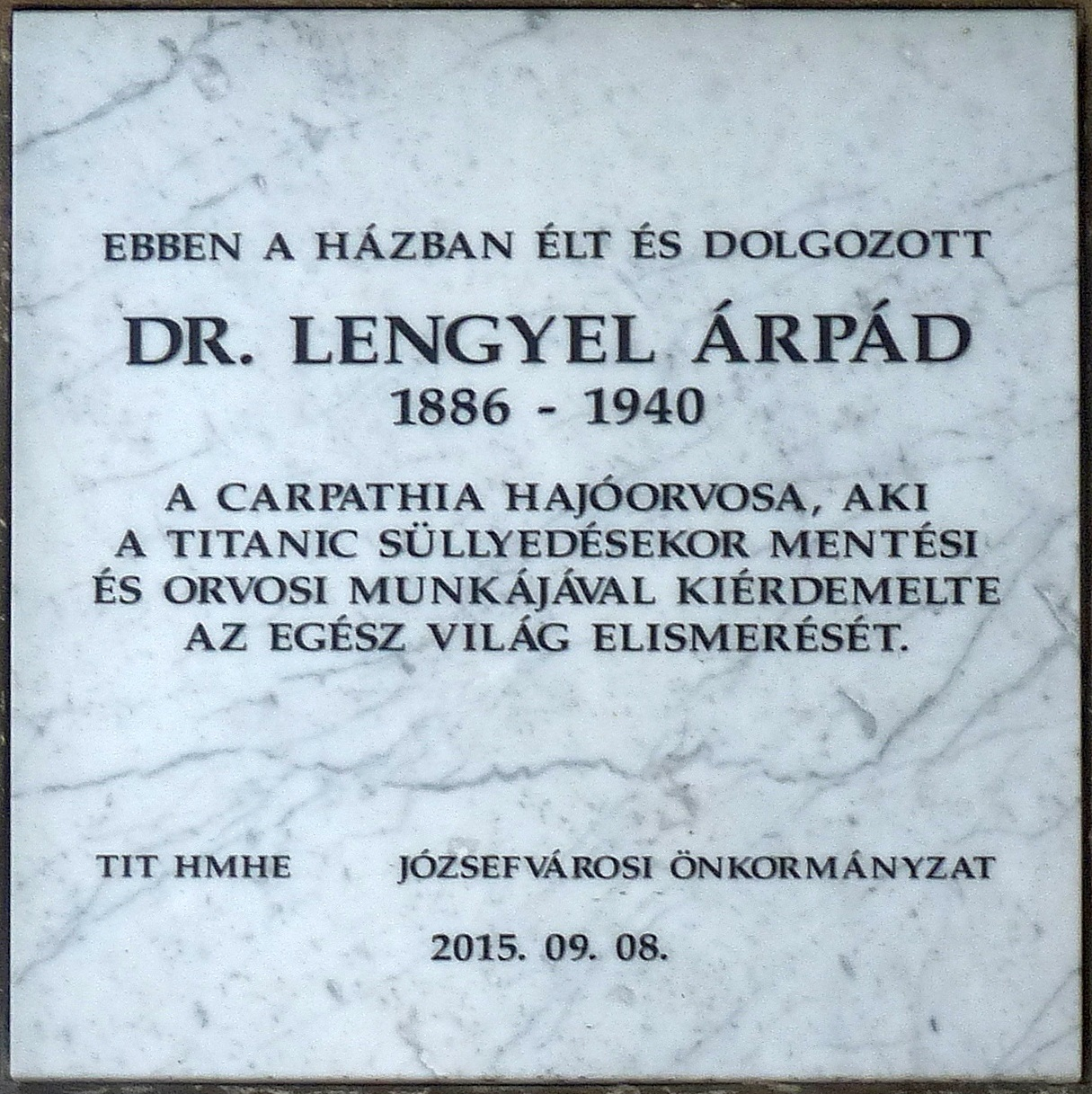
Emléktábla egykori házán

Szolgálataiért Magyarországon nem kapott hivatalos állami kitüntetést. József főherceg és Auguszta főhercegasszony meghívták egyszer egy beszélgetésre, egyszer pedig egy vacsorára, s megjelent róla jó néhány újságcikk. Itthon egyedül a mentőktől kapott kitüntetést, a vasérdemérmét, ami a szakma legnagyobb elismerésének számított. Ellenben a Titanic megmentett utasai egy aranyérmét készítettek a Carpathia tiszti karának – így kapott dr. Lengyel Árpád is. A Liverpooli Hajótöröttek Társasága pedig egy ezüstérmét, illetve egy nevére kiállított díszoklevelet adományozott neki.
Pilismaróti emléktábláját 2008-ban avatták fel.
Budapesten a VIII. kerület Rákóczi út 11. szám alatti házán emléktábla áll 2015 óta.
2022-ben a Budapest II. kerületi, Kapás utcai rendelő falán avatták fel emléktábláját.

## Művei
- Titanic és Carpathia; Pesti Ny., Bp., 1912 (A Budapesti Önkéntes Mentő Egyesület kiadványai)
- A "Titanic elsüllyedése"; Rábaközi Ny., Sopron, 1937